# Constant Rebecquekazerne

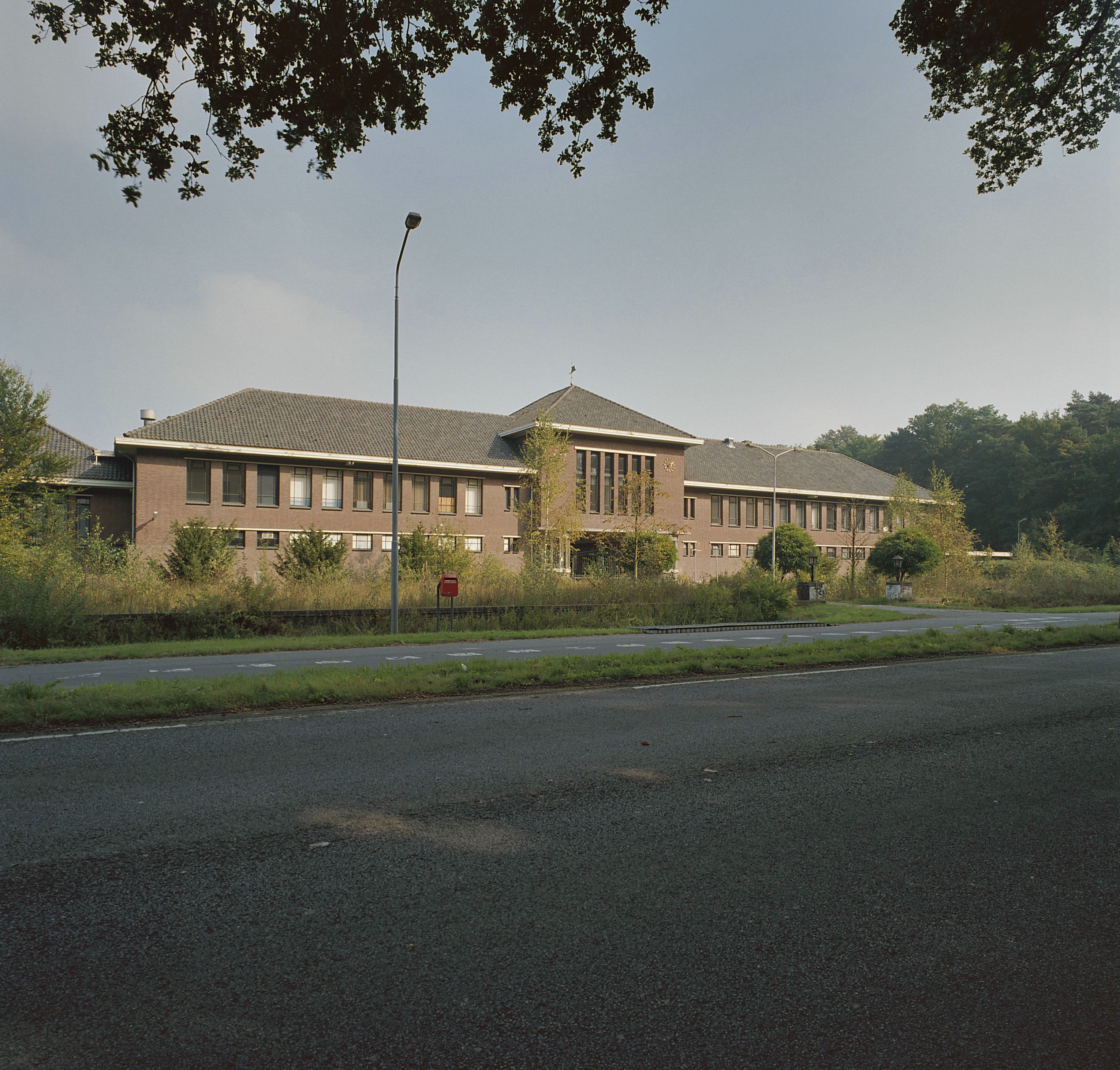
Overzicht voorgevel hoofdgebouw Constant Rebecquekazerne.

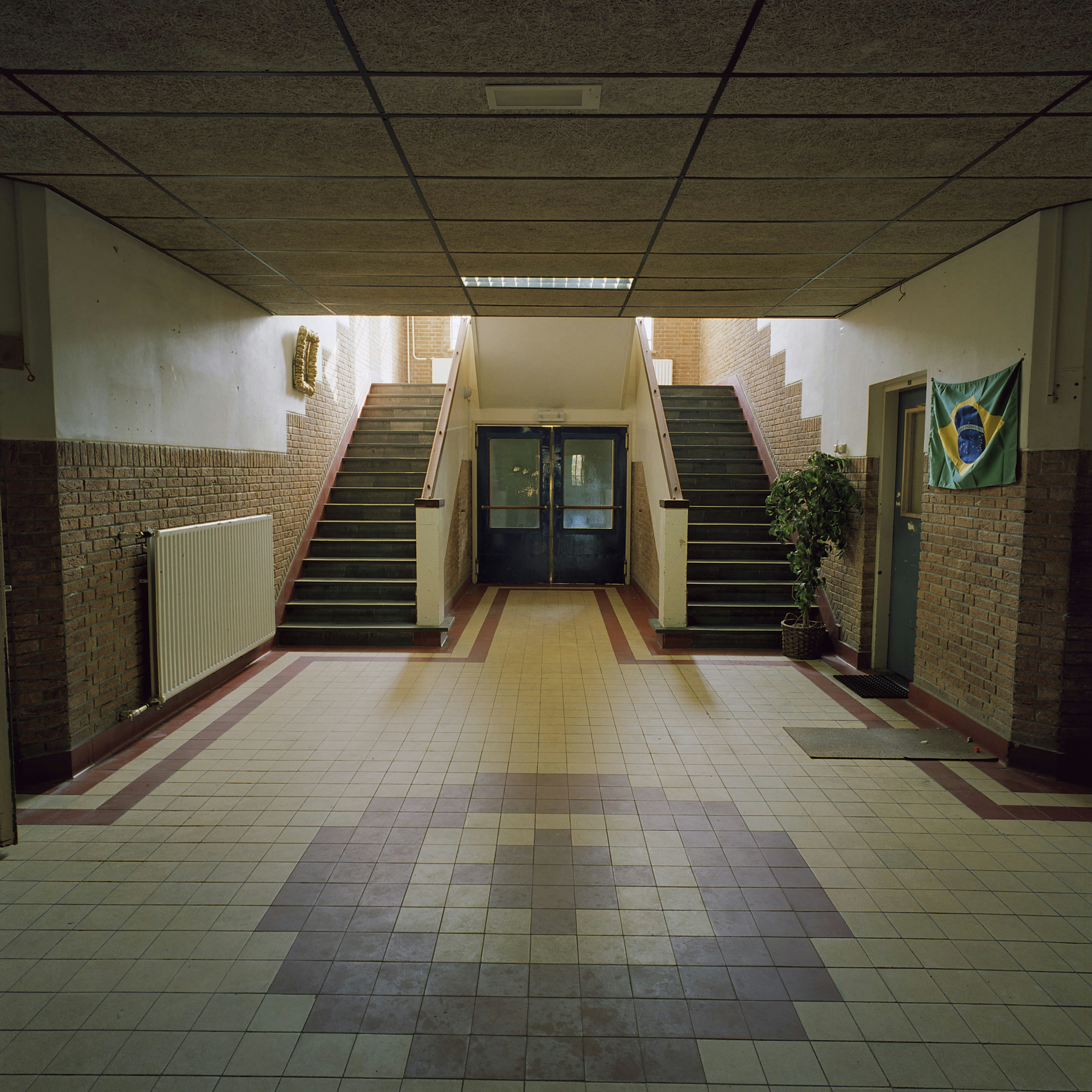
Interieur, overzicht trappenhuis legeringsgebouw Constant Rebecquekazerne.

De voormalige Constant Rebecquekazerne aan de Oirschotsedijk 14B te Eindhoven, werd in 1939 in gebruik genomen als legerplaats. De kazerne maakte deel uit van de serie van 16 zogenaamde Boostkazernes, die vanwege de Duitse oorlogsdreiging met spoed in de periode 1938-1939 werden gebouwd. De kazerne is vernoemd naar Jean Victor de Constant Rebecque, een Zwitserse generaal in Nederlandse dienst.

## Geschiedenis
Direct na de Duitse bezetting in 1940, werd de kazerne geconfisqueerd door de bezetter en werden extra gebouwen bijgebouwd, zoals de manschappenkantine en het later zo genoemde Duitse Dorp. Dit gebouwencomplex voor de legering van officieren en met aparte officiersmess, lag verwijderd van de eigenlijke kazerne en was gebouwd in de stijl van de Heimatschutzarchitektur. In feite was het een bunkercomplex, vermomd als liefelijk boerderijdorpje, om eventuele vijandelijkheden vanuit de lucht te misleiden. Dit geheel maakt deze kazerne afwijkend van de andere Boostkazernes.
Na de bevrijding werden tot eind 1947 in de kazerne de 3e en 10e compagnie Aan- en Afvoertroepen (AAT) gelegerd, waarna de Rij- en Tractieschool (RTS, voorheen in Harderwijk) er werd gevestigd. Deze functie bleef behouden het tot begin jaren negentig, toen een groot aantal kazernes werd opgeheven. Er werden opleidingen tot instructeur, onderhoudsmonteur van militaire wiel-, en rupsvoertuigen, of tot beroepsofficier gegeven. De functie van militaire rijschool betekende voor de kazerne dat het omliggende terrein voornamelijk werd gebruikt als oefenterrein voor voertuigen en als parkeerterrein. Verder werd een aantal werkplaatsen, bergingen, garages en lesgebouwen bijgebouwd, voornamelijk in het noordoosten. 
Het kazerneterrein bestond naast de oorspronkelijke Boostkazerne en het Duitse dorp ook uit het nieuwe gedeelte van de Rij- en Tractieschool. Samen vormden de drie delen een conglomeraat van drie samenwerkende nederzettingen, alle met de voor de Boostkazernes kenmerkende paviljoenopzet.
De Nederlands Gravendienst heeft ook enige tijd gebruik gemaakt van de kazerne.
De kazerne behield tot 1996 haar functie toen de rijschool werd verplaatst naar Veldhoven en Venlo, daarna werd het asielzoekerscentrum en vervolgens antikraakwoning. In 2013 werd het verbouwd tot school, waarna het complex de huisvesting werd voor de International School Eindhoven (ISE), welke internationaal basis- en voortgezet onderwijs verzorgt.
Het Duitse Dorp heeft sinds 2017 een nieuwe bestemming gekregen; het werd op initiatief van biokunstenaar en wetenschapper Jalila Essaïdi ingericht als laboratorium- en werkruimte voor BioArt Laboratories en samen met de omgeving wordt het BioArt Village.
De kazerne heeft de status gekregen van Rijksmonument, hoofdzakelijk vanwege de gave staat waarin de kazerne verkeert, zowel stedenbouwkundig als architectonisch.

## Televisie
De kazerne was in 1997 de locatie voor opnames van de televisieserie Combat op Veronica. Waar de kazerne Constant Bouquet Kazerne heette.